# San Giovanni in Galdo
San Giovanni in Galdo je mjesto u moliškoj pokrajini Campobasso.
Ova općina graniči s općinama Campobasso, Campodipietra, Campolieto, Matrice, Monacilioni i Toro.